# Gefion (Schiff, 1894)
Die Gefion war ein Kleiner Kreuzer der Kaiserlichen Marine. Der Kreuzer wurde nach Gefion, einer Asenjungfrau der germanischen Mythologie benannt. Nach der Streichung als Kriegsschiff erfolgte 1920 der Umbau zum Frachtmotorschiff Adolf Sommerfeld.
Die Gefion entstand unter dem Amtsentwurf 1891 als Kreuzerkorvette, wurde später zum Kreuzer III. Classe und 1899 zum Kleinen Kreuzer umklassifiziert. Sie war das erste Schiff dieser Größenordnung der Kaiserlichen Marine, das schon vom Entwurf her keine Hilfsbesegelung mehr erhielt.

## Entwurf
Die Kreuzerkorvette war der erste Versuch der Kaiserlichen Marine, einen sowohl für Aufklärungs- und Flottenaufgaben als auch für Überseezwecke geeigneten Kreuzer zu schaffen.
Der Schiffskörper war den damaligen Gegebenheiten entsprechend als Quer- und Längsspant-Stahlbau ausgeführt, wobei die Schiffsunterseite aus Muntzmetall auf Holzplanken bestand, um den Bewuchs des Schiffsbodens zu verhindern. Ursprünglich waren als Bewaffnung zehn 15-cm Mantelringkanonen vorgesehen, diese wurden jedoch noch vor der Indienststellung durch neu entwickelte und wesentlich modernere Schnellladekanonen vom Kaliber 10,5 cm ersetzt. Dieses Geschütz blieb – von einigen Modifikationen abgesehen – bis 1912 das Standardkaliber der Marine bei den Kleinen Kreuzern.

## Einsätze

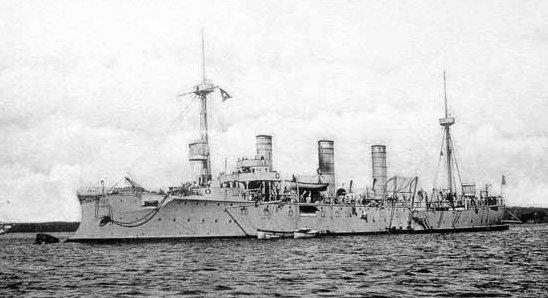
Die Gefion in den 1890er Jahren

Nach der Erprobungs- und Einfahrphase wurde die Gefion am 2. Oktober 1894 in den aktiven Dienst übernommen. Schon in der Einfahrphase hatten sich Unzulänglichkeiten an der Maschinenanlage herausgestellt, die nicht grundlegend behoben werden konnten: Kleinere Havarien, zu schwach dimensionierte Verbände und Vibrationen bei höheren Fahrtstufen minderten den Einsatzwert und die Betriebssicherheit beträchtlich. Hinzu kam die äußerst schlechte Belüftung der Maschinenräume, die im Dauereinsatz extreme Anforderungen an die physischen Kräfte des Heizpersonals stellte und konstruktionsbedingt nur geringfügig gemildert werden konnte.
Im Juni 1895 nahm das Schiff an den Eröffnungsfeierlichkeiten für den Kaiser-Wilhelm-Kanal teil. Anschließend diente es aufgrund seines verhältnismäßig großen Fahrbereichs bis 1897 jährlich als Begleitschiff der Kaiseryacht Hohenzollern bei den üblichen Sommerreisen. Am 30. April 1897 begleitete die Gefion das schwedische Passagierschiff Rex bei dessen Eröffnungsfahrt der Postdampferlinie von Saßnitz nach Trelleborg.
Von September bis Dezember 1897 wurde die Gefion grundüberholt, um anschließend am 16. Dezember des Jahres die Fahrt zur Ostasiatischen Kreuzerdivision in Tsingtau anzutreten. Dort erfüllte sie die üblichen Repräsentationspflichten eines Stationsschiffes und besuchte mehrfach russische und japanische Häfen. Während des Boxeraufstands stellte das Schiff unter Kapitänleutnant Otto Weniger, dem späteren Kommandanten, ein Landungskorps, welches an der gescheiterten Seymour-Expedition im Juni 1900 teilnahm. Danach wurde die Gefion umgehend nach Deutschland zurückbeordert. Nach der Ankunft im Wilhelmshaven am 22. September 1901 wurde die Gefion außer Dienst gestellt und anschließend bis 1904 einer Grundinstandsetzung unterzogen. Danach erhielt sie bis 1914 einen Reservestatus und war am 10. August 1914 zur Mobilisierung vorgesehen. Aufgrund von Personalmangel unterblieb aber die Wiederindienststellung, und 1916 wurde die Gefion Wohnschiff für die Kaiserliche Werft Danzig.
Am 5. November 1919 erfolgte die Streichung aus der Liste der Kriegsschiffe und der Verkauf an die Norddeutsche Tiefbaugesellschaft in Berlin. Diese ließ das Schiff 1920 in Danzig zum Motorschiff umbauen. Dabei wurden die meisten Aufbauten sowie die Maschinenanlage entfernt und stattdessen zwei Ladebäume samt zugehörigen Stauraum eingebaut. Die Antriebsanlage bestand nun aus zwei je 1500 PS starken Dieselmotoren, die ursprünglich für die U 115 und U 116 der Kaiserlichen Marine bestellt worden waren. Unter dem Namen Adolf Sommerfeld wurde der ehemalige Kreuzer von der Danziger Hoch- und Tiefbau GmbH bereedert, aber schon 1923 ebendort abgewrackt.

## Kommandanten
| Juni bis Oktober 1894            | Korvettenkapitän Hans Oelrichs       |
| Juni bis September 1895          | Kapitän zur See Gustav Schmidt       |
| September 1895 bis Februar 1896  | Fregattenkapitän Hugo Zeye           |
| Februar bis März 1896            | Kapitänleutnant Johannes Vanselow    |
| März bis Oktober 1896            | Kapitän zur See Rudolf von Eickstedt |
| Oktober 1896 bis September 1897  | Korvettenkapitän Hugo Plachte        |
| September 1897 bis Dezember 1898 | Korvettenkapitän Friedrich Follenius |
| Dezember 1898 bis Januar 1901    | Fregattenkapitän Max Rollmann        |
| Januar bis Juni 1901             | Fregattenkapitän Heinrich Bredow     |
| Juni bis Oktober 1901            | Korvettenkapitän Otto Weniger        |